# Marii Hasegawa
Marii Hasegawa (1918–2012) là nhà hoạt động hòa bình, nổi tiếng vì đã làm việc với Liên đoàn Phụ nữ Quốc tế vì Hòa bình và Tự do (Women's International League for Peace and Freedom) trong 50 năm, trong đó có thời gian làm chủ tịch quốc gia tổ chức này trong thời chiến tranh Việt Nam.

## Tiểu sử
Hasegawa sinh tại Hiroshima, Nhật Bản. Gia đình bà di chuyển sang Hoa Kỳ năm 1919, sau khi người cha của bà – một tu sĩ Phật giáo được bổ nhiệm phục vụ các Phật tử ở California. Bà theo học trường Đại học California tại Berkeley.
Năm 1942, Hasegawa và gia đình bà là những người bị chính phủ Mỹ giam giữ trong Trại dành cho những người gốc Nhật ở Mỹ trong thời Chiến tranh thế giới thứ hai. Họ bị giam ở đây trong 3 năm, tới năm 1945 thì được thả và Hasegawa chuyển tới cư ngụ ở Philadelphia.

## Sự nghiệp
Tại đây, Hasegawa bắt đầu làm việc với Liên đoàn Phụ nữ Quốc tế vì Hòa bình và Tự do, một tổ chức phi chính phủ hoạt động nhằm tìm kiếm hòa bình, vốn quyết liệt chống đối việc giam giữ các người Mỹ gốc Nhật, và đã giúp các người này tái định cư và thích nghi với cuộc sống. Bà đã giữ nhiều vai trò khác nhau ở Liên đoàn này trong 50 năm, như trưởng ủy ban mở rộng hội viên từ năm 1960 tới 1965, cố vấn cho các ủy ban từ năm 1965 tới 1968, và chủ tịch quốc gia từ năm 1971 tới 1975. Dưới nhiệm kỳ chủ tịch của bà trong trời chiến tranh Việt Nam, Hasegawa đã tổ chức các cuộc phản đối chiến tranh và dẫn đầu một phái đoàn hòa bình tới thăm miền Bắc Việt Nam.
Trước khi qua đời bà sống ở South Hadley, Massachusetts, và vẫn hoạt động trong các vấn đề công lý xã hội.

## Giải thưởng
- Năm 1996 Hawegawa đã được trao Giải Niwano Hòa bình